# Primalité dans un anneau
« Élément irréductible » et « Élément premier » redirigent ici. Pour les autres significations, voir Élément, Irréductible et Premier.
En algèbre commutative, dans un anneau (commutatif) intègre, un élément p est dit irréductible s'il n'est ni inversible, ni produit de deux éléments non inversibles. Il est dit premier s'il n'est ni nul ni inversible et si, pour tout produit ab divisible par p, l'un des deux facteurs a ou b est divisible par p. Tout élément premier est irréductible. Dans un anneau factoriel (comme l'anneau des entiers ou l'anneau des polynômes à coefficients dans un corps), ces deux notions sont équivalentes.
Deux éléments a et b sont dits premiers entre eux si tout diviseur commun à a et b est inversible.

## Introduction
Dans l'anneau des entiers, il existe différentes caractérisations des nombres premiers et des nombres premiers entre eux qui, dans un anneau quelconque, conduisent à trois couples de notions différentes.
Dans la suite, A est un anneau intègre et
a, b, p sont des éléments de A. Un idéal de A est dit propre s'il est différent de A. La notation (a) désigne l'idéal principal engendré par a (c'est-à-dire l'ensemble des multiples de a).

## Éléments premiers entre eux et élément irréductible
- On dit que a et b sont premiers entre eux ou que a est premier avec b si tout diviseur commun à a et b est inversible[Réf. 1],[Note 1],[Note 2].

Conditions équivalentes :
1. le PGCD de a et b (existe et) est inversible ;
2. l'idéal (a) + (b) n'est inclus dans aucun idéal principal propre de A.

Probablement par influence des polynômes, la notion suivante n'est pas baptisée « élément premier », mais « élément irréductible » :
- On dit que p est irréductible s'il est non nul, non inversible, et premier avec tout élément qu'il ne divise pas[Réf. 2].

Conditions équivalentes :
1. p n'est ni inversible, ni produit de deux éléments non inversibles[Réf. 3] ;
2. p n'est ni nul ni inversible, et ses seuls diviseurs sont les inversibles et les éléments associés à p[Réf. 4],[Réf. 5],[Réf. 6],[Note 3] ;
3. (p) est non nul, et maximal dans l’ensemble des idéaux principaux propres de A.

## Éléments indissolubles entre eux et élément premier
- Lorsque a et b sont non nuls, on dit qu'ils sont indissolubles entre eux (ou « premiers entre eux au sens de Gauss »)[réf. souhaitée] si pour tout élément x de A,

Conditions équivalentes (d'après les deux dernières, cette notion est donc symétrique en a et b) : 
1. b est simplifiable (ou : non diviseur de 0) dans l'anneau quotient A/(a) ;
2. tout multiple de a et b est multiple de ab ;
3. le PPCM de a et b (existe et) est égal au produit ab.

La définition correspondante est alors :
- p est dit premier (ou indissoluble)[réf. souhaitée] s'il est non nul, non inversible, et indissoluble avec tout élément qu'il ne divise pas.

Conditions équivalentes : 
1. p n'est ni nul ni inversible, et pour tout produit ab divisible par p, l'un des facteurs a ou b est divisible par p[Réf. 7] ;
2. p est non nul et A/(p) est intègre ;
3. (p) est un idéal premier non nul de A[Réf. 8].

## Éléments étrangers et élément extrémal
La notion d'éléments étrangers correspond à la caractérisation des nombres premiers entre eux par le théorème de Bachet-Bézout.
- On dit que a et b sont étrangers[Note 2] s'il existe des éléments u et v de A tels que au + bv = 1[Note 1],[Réf. 9], condition qui s'écrit aussi sous la forme (a) + (b) = A[Réf. 9].

La définition correspondante est alors :
- On dit que p est extrémal[Note 3] s'il est non nul, non inversible, et étranger à tout élément qu'il ne divise pas.[réf. souhaitée]

Conditions équivalentes :
1. p est non nul et non inversible, et tout élément de A non multiple de p est inversible modulo p ;
2. (p) est un idéal maximal non nul de A ;
3. p est non nul et A/(p) est un corps.

## Liens entre ces trois notions
- étrangers ⇒ indissolubles entre eux ⇒ premiers entre eux[Note 4].

- extrémal ⇒ premier ⇒ irréductible.

Ces deux implications se déduisent immédiatement des deux précédentes.
Leurs réciproques sont fausses (donc les réciproques des deux précédentes sont également fausses) : K désignant un corps,
- dans K[X,Y] et dans ℤ[X], X est premier mais non extrémal (en fait ces deux anneaux ne contiennent aucun élément extrémal) ;
- 
  - dans le sous-anneau K[T2,T3] de K[T], l'élément T2 est irréductible mais non premier (il divise (T3)2 mais pas T3) ;
  - dans ℤ[i√d] pour tout entier d ≥ 3 non carré, 2 est irréductible (vu sa norme) mais non premier (il divise soit (1 + i√d)(1 – i√d), soit (i√d)2, selon la parité de d…).

- Dans un anneau à PGCD (anneau où tout couple d'éléments possède un PGCD), et donc en particulier dans un anneau factoriel, premiers entre eux équivaut à indissolubles entre eux (donc irréductible équivaut à premier).
- Dans un anneau de Bézout (anneau intègre à PGCD vérifiant l'identité de Bézout), et donc en particulier dans un anneau principal (comme ℤ ou K[X]), premiers entre eux implique même étrangers, donc les trois notions (étrangers, indissolubles entre eux, premiers entre eux) sont équivalentes (si bien que irréductible équivaut à premier équivaut à extrémal).